# جوي هايز
جوي هايز (بالإنجليزية: Joey Hayes)‏ هو لاعب دوري الرغبي بريطاني، ولد في 4 يناير 1976.